# Phanoschista meryntis
Phanoschista meryntis är en fjärilsart som beskrevs av Edward Meyrick 1908. Phanoschista meryntis ingår i släktet Phanoschista och familjen Lecithoceridae. Inga underarter finns listade i Catalogue of Life.